# Centro de Documentación Teatral
El Centro de Documentación Teatral es una unitat dependent de l'INAEM, en l'àmbit del Ministeri d'Educació i Formació Professional d'Espanya. Des de la seva creació ha anat desenvolupant les tasques de recopilació i conservació dels diversos materials (artístics, gràfics, estadístics, etc) útils per als professionals de les arts escèniques espanyoles i la seva recerca històrica.

## Història
Creat en 1971 com a hemeroteca i biblioteca documental dels arxius de l'Estat relacionats amb les arts escèniques, va heretar els fons fotogràfics, fonogràfics i impresos (cartells, programes...) dels Teatres Nacionals i Festivals d'Espanya (organisme autònom adscrit a diversos ministeris fins a la seva desaparició) del període franquista, i el seu fons bibliotecari.
En els seus primers anys, va estar instal·lat en un petit despatx de l'edifici del Teatro María Guerrero de Madrid, sota la direcció de Vicente Amadeo, que també s'ocupava del Teatro Nacional de Cámara y Ensayo. n 1979, es va modificar de manera substancial i essencial en ser nomenat director César Oliva, i va continuar desenvolupant-se amb la direcció de Moisès Pérez Coterillo entre 1983-1992, amb l'edició d'El público, la revista considerada referent obligat en l'estudi del teatre d'Espanya d'aquell període. Associats a la publicació d' El Público, aparegueren els "Cuadernos teatrales", la Guía Teatral de España i l'Anuario Teatral, editat a partir de 1985 i origen de la Revista Digital de la Escena.
En 1993 fou nomenat director del Centre Andrés Peláez, director del Museo Nacional de Teatro a Almagro, que va coordinar una Historia de los Teatros Nacionales. El 1996, de manera simbòlica, va recuperar la direcció Moisès Pérez Coterillo, perquè va morir a penes uns mesos després d'ocupar el càrrec que va quedar en interinitat fins a l'arribada de Cristina Santolaria, que va reprendre la tasca d'edició dels "Anuarios" i va obrir un programa de recuperació de publicacions amb antologies de revistes com Primer Acto i El Público, i estudis monogràfics d'autors com Edgar Neville. També van començar a publicar-se els premis “Calderón de la Barca”. En 2000, Santolaria és rellevada en la direcció per Julio Huélamo, que va prosseguir la tasca d'edició de l' "Anuario Teatral", l' Inventario teatral de Iberoaméricai la recuperació de fons teatral. Així, van anar apareixent, l'antologia de la revista Yorick, sengles monografies sobre temes com els Títeres de Iberoamérica o "El debate de los Teatros Nacionales", Teatro en guerra, Retratos en Blanco y Negro (caricatures del Teatre); o monogràfics dedicats a dramaturgs com Miguel Mihura o Rafael Alberti. També es va completar la digitalització de les revistes espanyoles de teatre: El Público, Pipirijaina, El Teatro (èpoques de 1900-1905 i 1909-1910). Es va ampliar en aquest apartat digital, el fons de fotografies, cintes d'àudio i filmacions. Entre 2002 i 2015 es va editar, primer en format DVD i després a internet, la Revista Digital de la Escena, considerada el germe del Portal de las Artes Escénicas.

### teatro.es
El portal del CDT, teatro.es, es va posar en marxa al novembre de 2011, eina digital que ha gestionat uns fons de 200.000 fotografies, 5.000 enregistraments en DVD, 500.000 notes de premsa classificades, i 18.000 llibres, per a la seva consulta de manera gratuïta a través d'internet, dins del conjunt de bases de dades amb aproximadament cinquanta mil produccions estrenades a Espanya des de la dècada de 1930.
El portal inclou la revista Don Galán, i la sèrie "Documentos para la Historia del Teatro español", a més de seccions de notícies, efemèrides, museu de veus de grans intèrprets, àlbum de caricaturas, i un llarg etcètera.
La "Teatroteca" és un servei en línia, que permet a l'usuari, de manera gratuïta, accedir el visionat de prop de mil enregistraments d'espectacles complets, registrats des de 1978.